# Dušan Mladenović (cầu thủ bóng đá, sinh 1990)
Dušan Mladenović (Kirin Serbia: Душан Младеновић; sinh 13 tháng 10 năm 1990) là một cầu thủ bóng đá Serbia thi đấu ở vị trí hậu vệ cho Etar Veliko Tarnovo ở Bulgarian First League.